# Konrad Frank
Konrad Frank (* 16. April 1888 in Hersbruck in Mittelfranken; † 25. Februar 1970) war ein deutscher Verwaltungsjurist und als Bezirksoberamtmann Leiter des Bezirksamts Wunsiedel.

## Leben
Konrad Frank studierte Rechtswissenschaften an der Friedrich-Alexander-Universität Erlangen-Nürnberg, leistete nach der ersten juristischen Staatsprüfung den dreijährigen Vorbereitungsdienst (Referendariat) beim Amtsgericht Hersbruck, Landgericht Nürnberg und beim Bezirksamt Hersbruck und machte 1913 das Große Juristische Staatsexamen. Im Jahr darauf wurde er Akzessist bei der Regierung von Oberbayern und dem Bezirksamt in Laufen und Schrobenhausen zur Geschäftsaushilfe zugewiesen. Zum 1. April 1918 zum Assessor beim Bezirksamt Erding ernannt, folgte am 1. Dezember 1919 die Versetzung in das Staatsministerium für Handel, Industrie und Gewerbe, wo er 1923 Regierungsrat und 1928 Oberregierungsrat wurde. Er war von 1919 bis 1925 Mitglied der DDP. In der Zeit vom 1. März 1933 bis zum 30. September 1938 war Frank Bezirksamtsvorstand mit der Amtsbezeichnung Bezirksamtsoberamtmann beim Bezirksamt Wunsiedel. Zum 1. Mai 1937 trat er der NSDAP bei (Mitgliedsnummer 5.544.877). Im Anschluss an seine Zeit als Leiter der Verwaltung wechselte er in die Staatsverwaltung zur Regierung von Oberfranken, wurde dort zum 1. Juni 1939 als Oberregierungsrat Staatskommissar bei der Vereinsbank Nürnberg. Nach dem Krieg wurde er am 1. Oktober 1945 seines Amtes enthoben. Im Entnazifizierungsverfahren 1946/1947 wurde er durch die Spruchkammer und Berufungskammer Ansbach als Mitläufer eingestuft. Diese Entscheidungen wurden am 10. Mai 1948 durch die Berufungskammer aufgehoben; Frank wurde als entlastet eingestuft und nahm als Angestellter bei der Regierung von Oberfranken den Dienst auf. 
Zum 1. Dezember 1948 wurde er dort zum Oberregierungsrat und später zum Regierungsdirektor ernannt. Vom 3. Januar 1949 nahm er kommissarisch die Aufgaben des Regierungsvizepräsidenten von Schwaben wahr. Zum 1. Mai 1951 wechselte er in das Staatsministerium des Innern und stieg dort im Juni 1951 zum Ministerialrat auf. Zum 1. Mai 1953 wurde er in den Ruhestand verabschiedet. Beim Verwaltungsgericht München war er in der Zeit vom Jahresbeginn 1954 bis Jahresende 1957 als Richter tätig.